# Viktor Warnach
Viktor Warnach (* 28. Juli 1909 in Metz; † 16. Mai 1970 in Fregene) war ein Benediktinerpater der Abtei Maria Laach und Philosoph.

## Leben
Nach der Priesterweihe am 4. August 1935 und der Promotion (Erkennen und Sprechen bei Thomas von Aquin. Ein Deutungsversuch seiner Lehre auf ihrem geistesgeschichtlichen Hintergrund) am Pontificio Ateneo Sant’Anselmo zum Dr. theol. lehrte er auf der Professur für Christliche Philosophie an der Universität Salzburg.

## Schriften (Auswahl)
- mit Heinrich Schlier: Die Kirche im Epheserbrief. Aufsätze. Münster 1949, OCLC 1100187001.
- Agape. Die Liebe als Grundmotiv der neutestamentlichen Theologie. Düsseldorf 1951, OCLC 875383756.
- als Herausgeber: Odo Casel: Das christliche Opfermysterium. Zur Morphologie und Theologie des eucharistischen Hochgebetes. Graz 1968, OCLC 483001489.
- Das Wirklichkeitsverständnis der Gegenwart. München 1970, OCLC 834046.
- als Herausgeber: Hermeneutik als Weg heutiger Wissenschaft. Ein Forschungsgespräch. Salzburg 1971, OCLC 707452441.
- Burkhard Neunheuser als Herausgeber: Christusmysterium. Dogmatische Meditationen. Ein Überblick. Graz 1977, ISBN 3-222-10942-7.